# Rockstar 101
"Rockstar 101" je pjesma barbadoške pjevačice Rihanne koja sadrži Slashov solo s gitarom. Objavljena je kao četvrti singl s Rihanninog čevtrog studijskog albuma Rated R.

## O pjesmi
Pjesmu su napisali Terius Nash, Christopher Stewart i Rihanna, a producirali The-Dream i Stewart. Debitirala je na 99. mjestu ljestvice Billboard Hot 100, a za jedan tjedan popela se na 68. mjesto. Također je hit na ljestvici Hot Dance Club Songs na kojoj je završiula na drugom mjestu.
Kritike su primijetile pjesmine stroge akorde i Slashovu agresivnu gitaru. Spot prikazuje Rihannu u raznim scenema inspirisanim rock zvijezdama, a u njemu se pojavljuje Travis Barker iz sastava Blink-182. Slash se ne pojavljuje, ali Rihanna ga je odglumila.

### Pozadina i objavljivanje
Ryan Seacrest je potvrdio objavljivanje pjesme na singlu kad ju je Rihanna izvodila u emisiji American Idol 7. travnja 2010. godine. Tad je nosila crni kožni kostim koji ide s tekstom pjesme. Def Jam objavio je ekskluzivni album nazvan Rockstar 101: The Remixes 21. svibnja 2010. godine, a na njemu se nalazi dvanaest inačica pjesme remiksiranih od strane drugih izvođača. "Rockstar 101" poslana je glavnom i glazbenom radiju SAD-a 1. lipnja 2010. godine. Pjesma je korištena da promovira nadolazeću seriju Nikita i dodjelu MTV-jevih Video Music Awards 2010. godine.
Rihanna je pjesmu izvodila na turneji Last Girl on Earth Tour.

## Kritički osvrt

### Entertainment Weekly
Leah Greenblatt je za Entertainment Weekly opisao Slashv nastup s gitarom kao "agresivan".

### Los Angeles Times
»Rihanna koristi svoj grubi glas [za pjesmu], tako se stavlja u svoj niži registar s divljom vikom. Jedina stvar koja mi neodstaje crna je gitara, ona reži u produkciji od Dreama i Stewarta, njena teška modulacija pravi jasnim da ona definitivno može proći bez tog krajnjeg rock faličkog simbola. Slashovo prisustvo čini se kao naknadna misao.«

### The New York Times
Jon Pareles je za The New York Times napomenuo da je pjesma jaka u svojim akordima.

### PopMatters
Emily Tartanella je za PopMatters opisala pjesmu kao "brilijantni komad razmetanja s hrabrošću".

### About.com
Bill Lamb je za About.com opisao nezadovoljstvo s biranjem pjesme "Rockstar 101" za singl jer je "jedna od najslabijih pjesama s albuma Rated R, dodajući da je pjesma "izgleda predodređena da završi red od tri pop hita s albuma". Dalje je rekao: "Unutar konteksta albuma Rated R intenzivno hladan distanciran osjećaj pjesme radi, ali teško je vidjeti kako "Rockstar 101" postaje draga širokom spektru obožavatelja popa koji slušaju radio".

## Popis pjesama
| - Rockstar 101: The Remixes (samo na iTunesu) 1. "Rockstar 101" (Chew Fu Teachers Pet Fix [Eksplicitno] inačica na singlu) - 3:51 2. "Rockstar 101" (Chew Fu Teachers Pet Fix inačica na singlu) - 3:51 3. "Rockstar 101" (Dave Audé Radio) - 4:18 4. "Rockstar 101" (Mark Picchiotti Pop Rock Radio) - 3:58 5. "Rockstar 101" (Mark Picchiotti Rockin Radio) - 3:57 6. "Rockstar 101" (LoOse CanNons Black Guitar R-Licks Radio) - 3:46 7. "Rockstar 101" (Chew Fu Teacher's Pet Fix [Eksplicitno]) - 4:28 8. "Rockstar 101" (Chew Fu Teacher's Pet Fix) - 4:28 9. "Rockstar 101" (Dave Audé Club) - 7:52 10. "Rockstar 101" (Mark Picchiotti Pop Rock Mix) - 7:37 11. "Rockstar 101" (Mark Picchiotti Rockin' Club Mix) - 7:51 12. "Rockstar 101" (LoOse CanNons Black Guitar R-Licks Extended) - 5:54 13. "Rockstar 101" (Dave Audé Dub) - 6:44 14. "Rockstar 101" (Mark Picchiotti Power Dub) - 7:20 | - Rockstar 101 (The Remixes) (samo na stranici masterbeat.com) 1. "Rockstar 101" (Dave Audé Radio) - 4:18 2. "Rockstar 101" (Mark Picchiotti Pop Rock Radio) - 3:58 3. "Rockstar 101" (Mark Picchiotti Rockin Radio) - 3:57 4. "Rockstar 101" (LoOse CanNons Black Guitar R-Licks Radio) - 3:46 5. "Rockstar 101" (Chew Fu Teacher's Pet Fix [Eksplicitno]) - 4:28 6. "Rockstar 101" (Chew Fu Teacher's Pet Fix) - 4:28 7. "Rockstar 101" (Dave Audé Club) - 7:52 8. "Rockstar 101" (Mark Picchiotti Pop Rock Mix) - 7:37 9. "Rockstar 101" (Mark Picchiotti Rockin' Club Mix) - 7:51 10. "Rockstar 101" (LoOse CanNons Black Guitar R-Licks Extended) - 5:54 11. "Rockstar 101" (Dave Audé Dub) - 6:44 12. "Rockstar 101" (Mark Picchiotti Power Dub) - 7:20 |

## Videospot
Spot za pjesmu snimljen je u travnju 2010. godine. Redatelj spota je Melina Matsoukas, koja je bila redatelj Rihannina dva zadnja spota,  "Hard" i "Rude Boy". Ekskluzivna snimka od 30 sekundi objavljena je na Internetu 19. svibnja 2010. godine zajedno s videom sa snimcima iza pozornice. Premijera čitavog spota bila je na stranici VEVO 25. svibnja 2010. godine. Prikazuje Rihannu u ukupno osam različitih scena. U jednoj nosi crnu boju, a u drugoj je skoro potpuno gola dok nosi krunu sa šiljcima i omotana lancima koje je napravio Fannie Schiavoni. Također je prikazana u sceni snijegom prekrivene šume. Pošto Slash nije uključen u spot Rihanna ga je odglumila noseći njegovu klasičnu kovrdžavu kosu, sunčane naočale i šešir. U ostalim scenama razbija crnu električnu gitaru, a također je prikazana u outfitu koji sadrži žice gitare. Bubnjar sastava Blink-182 Travis Barker pojavljuje se u spotu kao dio Rihanninog rock sastava. Inpiracija za spot bile su razne rock zvijezde, uključujući Nine Inch Nails i The Bravery. Ubrzo nakon objavljivanja spota Slash je izjavio da je oduševljen s tim što ga je Rihanna odglumila i da je spot bolji bolji s Rihannom u ulozi njega. Rekao je da su sve stvari složile, da to spotu daje dozu seksualnosti i da sve radi kako bi trebalo.
Britanska televizijska premijera bila je na kanalu 4Music 13. lipnja 2010. godine.

## Top ljestvice
| Top ljestvica (2010.)    | Najviša pozicija |
| ------------------------ | ---------------- |
| Australija)              | 73               |
| SAD Billboard Hot 100    | 68               |
| SAD Hot Dance Club Songs | 2                |

## Povijest objavljivanja
| Država | Datum           | Format  |
| ------ | --------------- | ------- |
| SAD    | 1. lipnja 2010. | airplay |

| Država | Datum             | Dostupnost (digitalni EP) | Label           |
| ------ | ----------------- | ------------------------- | --------------- |
| SAD    | 21. svibnja 2010. | masterbeat.com            | Def Jam Records |
| SAD    | 13. lipnja 2010.  | iTunes                    | Def Jam Records |